# Ерік Геретс
Ерік Геретс (нід. Eric Gerets, [ˈeːrɪk ˈxeːrəts], нар. 18 травня 1954) — бельгійський футболіст, що грав на позиції захисника. По завершенні ігрової кар'єри — футбольний тренер.
Виступав, зокрема, за клуби «Стандард» (Льєж) та ПСВ, а також національну збірну Бельгії. На піку своєї кар'єри він вважався одним з найкращих правих захисників в Європі. Поєднання його бороди і темного довгого волосся принесло йому прізвисько «Лев Фландрії» (нід. De Leeuw van Vlaanderen).
Він вважається одним з найбільших гравців в історії бельгійського футболу, він відомий тим, що був капітаном ПСВ під час їх першої і єдиної перемоги в Кубку європейських чемпіонів в 1988 році.

## Клубна кар'єра
Геретс народився в маленькому містечку Рекем, в провінції Лімбург. Футбольна кар'єра хлопця почалася в однойменному аматорському клубі з рідного міста.
У 1971 році Ерік потрапив у «Стандард» (Льєж), один з найуспішніших клубів в країні на той час. 16 квітня 1972 року Геретс дебютував в першому дивізіоні Бельгії в програному 0:1 матчі з командою «Діст». У тому сезоні це був його єдиний матч в чемпіонаті, а в наступному він зіграв сім разів. Тільки в сезоні 1973/74 Геретс став важливим гравцем, і отримав місце основного правого захисника. Першим здобутком Геретса з клубом стала перемога в Кубку бельгійської ліги у 1975 році. 1979 року тренером клубу став відомий австрійський фахівець Ернст Гаппель, який зробив Геретса капітаном команді і в першому ж сезоні після цього той став з командою віце-чемпіоном, а в наступному виграв Кубок Бельгії. З 1981 року клубом став керувати Раймон Гуталс, з яким «Стандард» став чемпіоном Бельгії в 1982 і 1983 роках, також вони досягли фіналу Кубка кубків у 1982 році, але програли «Барселоні», яка мала значну перевагу в тому, що фінал проводився на їх рідному стадіоні «Камп Ноу». Сам же Геретс, будучи лідером команди, в першому сезоні (31 гри, 2 голи) був нагороджений "Золотою бутсою" як найкращий гравець сезону 1981/82.

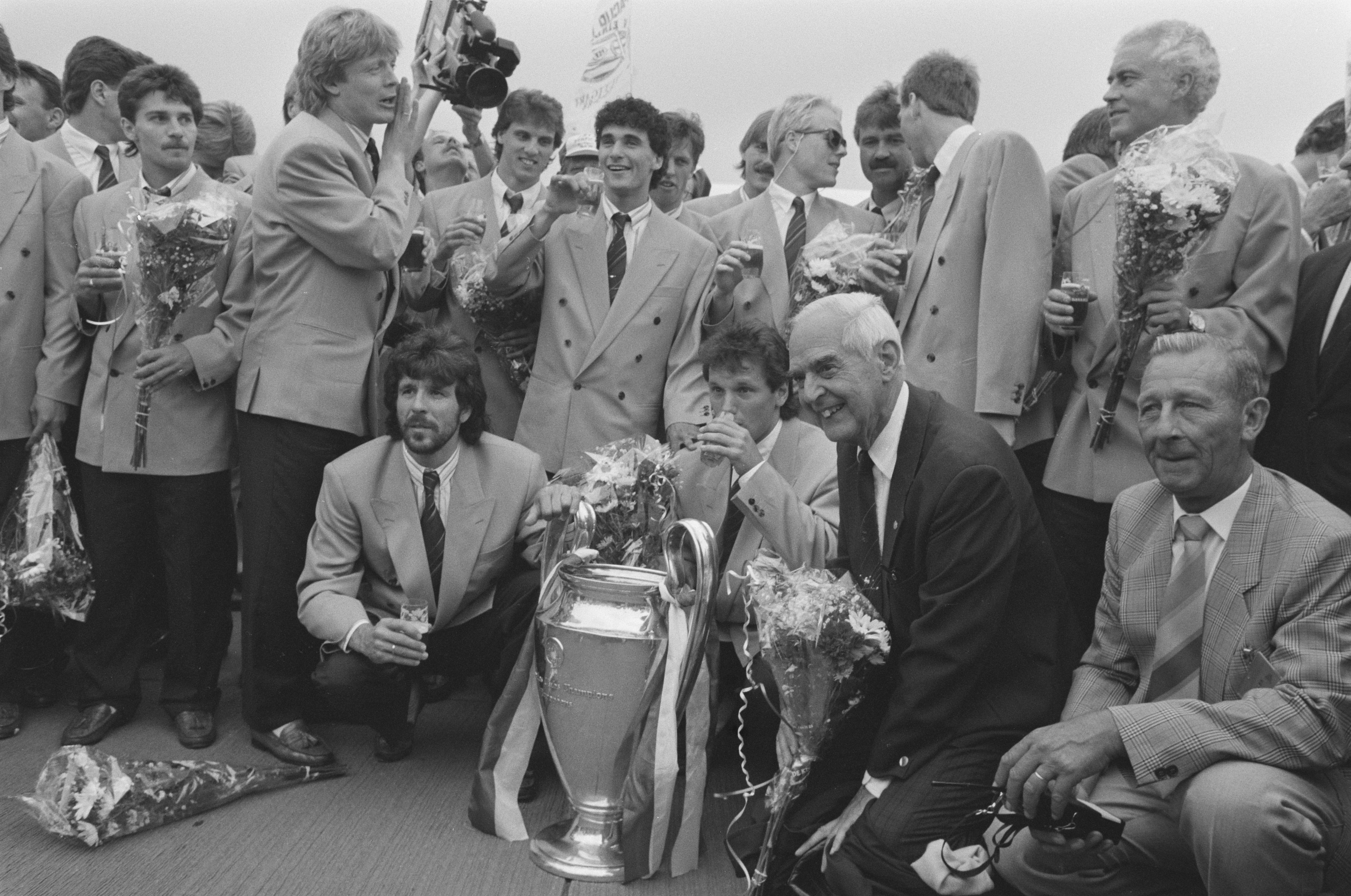
Ерік Геретс (ліворуч) разом з партнерами з кубком європейських чемпіонів. 26 травня 1988 року.

Влітку 1983 року Геретсом цікавилися в найкращих клубах Європи. Врешті-решт гравець перейшов до італійського «Мілана», куди його запросив тодішній тренер команди Іларіо Кастаньєр. Геретс зіграв в першій половині сезону 13 матчів у Серії А і забив один гол, але в 1984 році розкрився корупційний скандал. Виявилося, що в 1982 році, коли «Стандард» виграв національний чемпіонат, перед останньою грою сезону був підкуп гравців клубу «Ватерсхей». Головним винуватцем був визнаний капітан суперників Роланд Янссен. Проте серед інших винних у цій справі опинився і Геретс, якого було дискваліфіковано на рік.
На початку 1985 року Ерік, після завершення дискваліфікації, вирушив у Нідерланди, щоб підписати контракт з місцевим клубом МВВ. У Маастрихті Ерік грав до кінця сезону і повернувся до форми минулого року, що призвело до переходу до ПСВ в липні 1985 року. Тут він став грати разом з такими зірками як Рууд Гулліт, Франк Арнесен, Губ Стевенс, Віллі ван де Керкгоф та, згодом, Ромаріо. У 1986 році Геретс виграв титул чемпіона Нідерландів з ПСВ, а після відходу Гулліта в 1987 році Геретс став новим капітаном команди. У 1987 році тренером став Ганс Край, з яким ПСВ знову стало чемпіоном, а влітку, після завершення сезону, головним тренером став колишній помічник, Гус Гіддінк. Уже в 1988 році команда ще раз стала чемпіоном країни, а також виграла кубок і вийшла у фінал Кубка європейських чемпіонів. Там 25 травня голландці виявилися кращими в серії пенальті проти «Бенфіки», здобувши перший і єдиний у своїй історії Кубок європейських чемпіонів. Завдяки досягненням Ерік був названий футболістом року в Бельгії у 1988 році. В подальшому ПСВ ще тричі ставало національним чемпіоном в 1989, 1991 і 1992 роках і володарем національного кубка двічі в 1989 і 1990 роках. 3 травня 1992 року Геретс зіграв свою останню гру в кар'єрі, в якій ПСВ виграв 5:0 у «Де Графсхапа». Ерік покинув поле на 65-й хвилині під овації вболівальників ПСВ і був замінений на Беррі ван Арле.

## Виступи за збірну
27 вересня 1975 року Геретс дебютував в офіційних матчах у складі національної збірної Бельгії в програному 1:2 матчі проти збірної Східної Німеччини. Наступного року він виступав у чвертьфіналі Євро-1976, але Бельгія зазнала поразки, двічі програвши Нідерландам 1:2 і 0:5, і не пробилась у фінальний турнір.

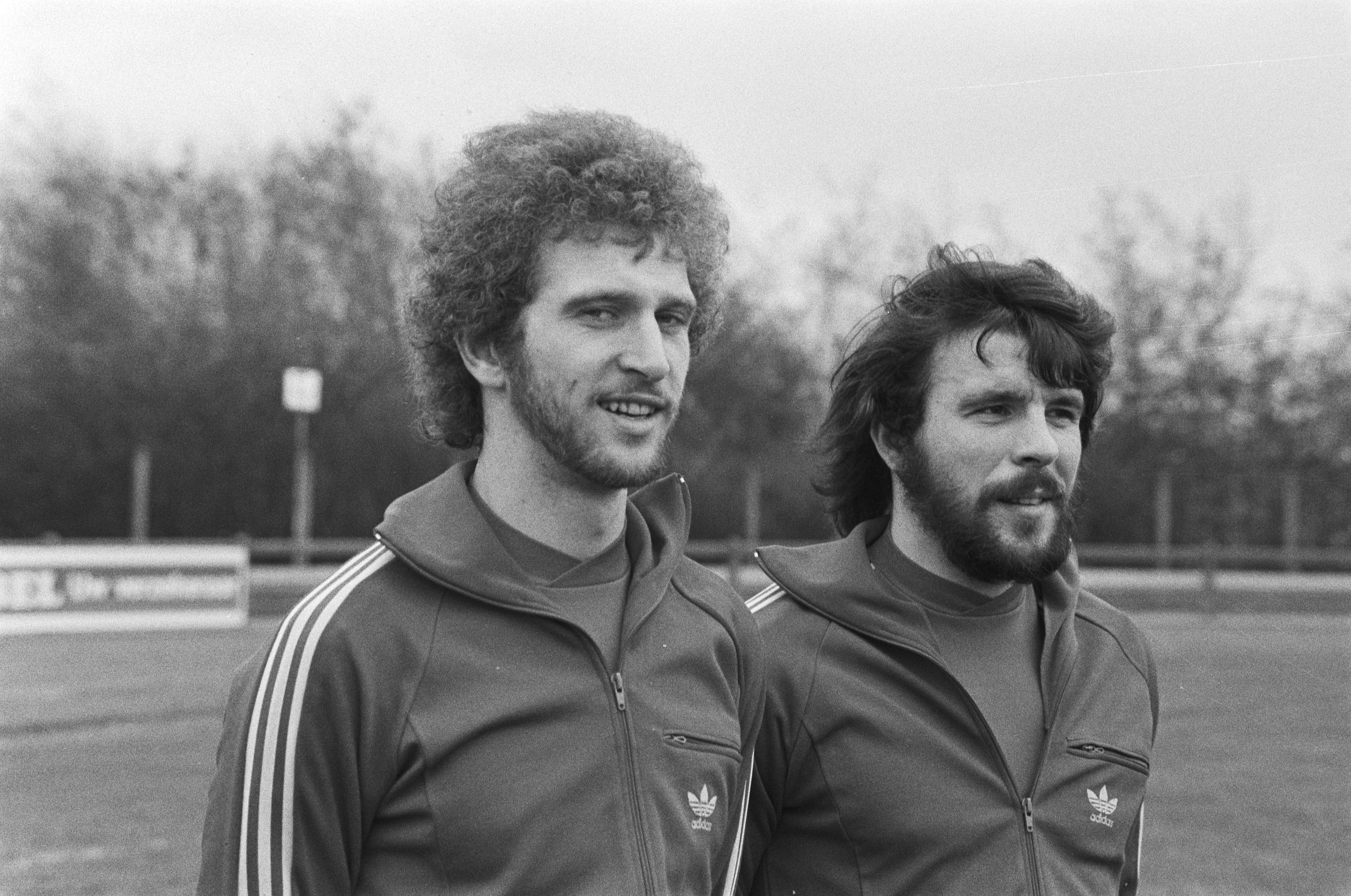
Геретс (праворуч) та Людо Кук у складі збірної Бельгії.

У наступному році Геретс був учасником чемпіонату Європи 1980 року в Італії, де разом з командою здобув «срібло». На цьому турнірі Ерік був основним гравцем і грав у всіх матчах групового етапу, а також у зустрічі з Іспанією (2:1) забив перший гол для своєї команди. Він також зіграв у фіналі з ФРН, але бельгійці програли 1:2.
Через два роки Геретс потрапив у заявку на чемпіонат світу 1982 року в Іспанії. У кваліфікації він грав майже в кожній грі, але на турнірі в Іспанії зіграв тільки в першому груповому етапі. У першій грі проти Аргентини бельгійці несподівано здобули перемогу 1:0, закривши Марадону, але у третій грі проти Угорщини (1:1) Геретс отримав травму і більше на поле на турнірі не виходив.
Чотири роки по тому на чемпіонаті світу 1986 року у Мексиці бельгійці з Еріком несподівано виграли 4:3 проти фаворитів з Радянського Союзу з такими зірками, як Ігор Бєланов і Рінат Дасаєв після додаткового часу. Бельгія також перемогла Іспанію по пенальті, але програла майбутнім чемпіонам з Аргентини у півфіналі (0:2). Незважаючи на поразку Бельгія в кінцевому підсумку залишилась на четвертому місці, яке стало найвищим для червоних в історії.
Останнім для Геретса великим турніром став чемпіонат світу 1990 року в Італії, куди 36-річний Ерік поїхав у статусі капітана. В другому матчі групового етапу проти Уругваю (3:1) Геретс отримав червону картку і пропустив одну гру. До гри Ерік повернувся в 1/8 фіналу, але бельгійці зазнали поразки 0:1 від Англії і вилетіли з турніру.
Його остання гра за збірну відбулась 27 березня 1991 року проти  Уельсу (1:1). Протягом кар'єри у національній команді, яка тривала 17 років, провів у формі головної команди країни 86 матчів, забивши 2 голи.

## Кар'єра тренера

### Початок кар'єри
Розпочав тренерську кар'єру відразу ж по завершенні кар'єри гравця, 1992 року, очоливши тренерський штаб клубу «Льєж». Перший сезон його команда закінчила на 12-му місці в чемпіонаті, а другий — на 13-му, після чого покинув клуб.
Влітку 1994 року Геретс став тренером «Льєрса». Зайнявши в перший сезон п'яте місце, клуб отримав право на наступний сезон зіграти у Кубку УЄФА після 17 років без єврокубків. Там «Льєрс» вибув у першому ж раунді від «Бенфіки». У наступному сезоні клуб знову зайняв п'яте місце. Цього разу він кваліфікувався в Кубок Інтертото, де пройшов груповий етап, але вилетів у півфіналі. Для свого третього сезону Ерік отримав численні підкріплення, включаючи досвідчених гравців, таких як колишній голландський збірник Стенлі Мензо, із заявленою метою знову вийти в Кубок УЄФА. Крім Мензо в команду прийшли польський збірник Анджей Рудий, та захисники Барт де Ровер і Ерік ван Мейр. В кінці сезону «Льєрс» несподівано виграв свій четвертий в історії титул бельгійського чемпіона, на два очки випередивши «Брюгге». А сам Геретс був названий бельгійським тренером року.
Після цього титулу, він покинув клуб і очолив «Брюгге», з яким завоював титул чемпіона Бельгії в 1998 році з величезним відривом у 18 очок від другого місця. «Брюгге» в 1998 році також досяг фіналу Кубка Бельгії, але програв там з рахунком 4:0 «Генку». Незважаючи на це Геретс вдруге поспіль був обраний тренером року. У своєму другому сезоні Геретс з командою до останнього туру боролися за титул, але «Генк» урешті-решт став чемпіоном, набравши на два очки більше за «Брюгге».

### ПСВ
Влітку 1999 року Ерік став головним тренером ПСВ, за який до того виступав протягом 7 сезонів. Геретс в свій перший сезон виграв чемпіонат і Суперкубок 2000 року. У наступному сезоні він знову став з командою чемпіоном Нідерландів, зробивши майже ідеальний сезон і залишаючись непереможним у себе вдома в чемпіонаті. Крім того клуб знову виграв Суперкубок проти «Твенте», якому ейндговенці програли в фіналі Кубка Нідерландів. У сезоні 2001–02 клуб посів друге місце в чемпіонаті, поступившись вічному супернику «Аяксу», після чого Геретс покинув клуб.

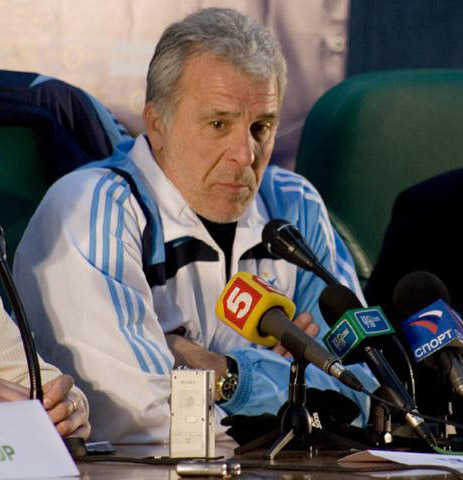
Ерік Геретс під час роботи з «Марселем». 21 лютого 2008 року.

### Робота в Німеччині
4 вересня 2002 року Геретс став тренером німецького «Кайзерслаутерна», який був під загрозою вильоту. Тим не менше бельгійський спеціаліст підвищив рівень гри команди, яка навіть досягла фіналу Кубка Німеччини, де програла 1:3 «Баварії». Після змішаної першої половини сезону 2003/04 Геретс був звільнений 2 лютого 2004 року.
4 квітня 2004 року Геретс став тренером «Вольфсбурга», але пішов у відставку в кінці сезону 2004/05 після суперечки з Штрунцом, спортивним директором німецького клубу.

### «Галатасарай»
Влітку 2005 року Геретс став тренером турецького «Галатасарая». В першому сезоні він з командою став чемпіоном Туреччини, але у наступному сезоні клуб посів лише третє місце в чемпіонаті, відставши на 14 очок від лідера, після чого Геретс вирішив покинути турецький клуб.

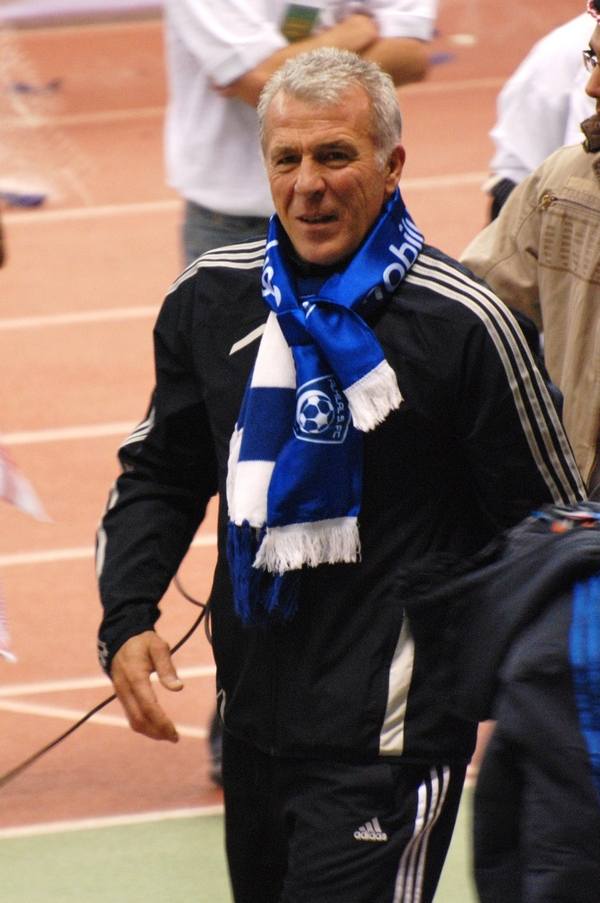
Ерік Геретс під час роботи з «Аль-Хілялем». 28 січня 2010 року.

### «Марсель»
25 вересня 2007 року Ерік очолив французький «Марсель», (після того, як відмовився від пропозиції «Аль-Іттіхаду» і «Генчлербірлігі»). На цей момент клуб знаходився на 19 місці після 13 турів чемпіонату.
У своїй першій грі як тренера «Марселя» Геретсу 3 жовтня 2007 року несподівано вдалося виграти на Енфілді у «Ліверпуля» (0-1) завдяки голу від Матьє Вальбуена. Кілька днів по тому, в своєму першому матчі в Лізі 1 «Марсель» поступився 1:0 «Сент-Етьєну», але незабаром бельгійський тренер зумів відновити рівновагу в команді. В підсумку «Марсель» зайняв третє місце, а Геретс зумів підняти команду з 19-го місця до місця в зоні Ліги чемпіонів.
У наступному сезоні «Марсель» зайняв друге місце, відставши від чемпіона «Бордо» лише на три очки, а Геретс був визнаний найкращим тренером Ліги 1. 

### «Аль-Хіляль»
26 травня 2009 року Геретс підписав контракт із саудівським «Аль-Хілялем» на два роки за щорічну плату в розмірі 1,8 млн євро. У своєму першому сезоні в клубі Геретс виграв чемпіонат, обійшовши другу команду на 11 очок, а також Кубок наслідного принца Саудівської Аравії, але покинув клуб після вильоту в півфіналі Ліги чемпіонів АФК 2010.

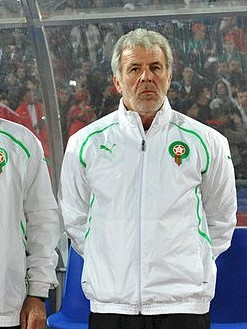
Ерік Геретс під час роботи зі збірною Марокко. 27 липня 2012 року.

### Збірна Марокко
5 липня 2010 року Геретс став тренером збірної Марокко. Під його керівництвом команда була учасником Кубка африканських націй 2012 року у Габоні та Екваторіальній Гвінеї, проте не змогла вийти з групи. Незважаючи на це, Геретс і далі працював зі збірною і навіть виграв уперше в історії збірної Марокко Кубок арабських націй влітку 2012 року, але був звільнений 12 вересня після несподіваної поразки 0:2 від збірної Мозамбіку в рамках відбору до КАН-2013.

### Робота в Азії
9 жовтня 2012 року Геретс став головним тренером катарського клубу «Лехвія», з яким виграв чемпіонат та Кубок наслідного принца Катару, але був звільнений 9 травня 2014 року.
Наразі останнім місцем тренерської роботи був клуб «Аль-Джазіра», головним тренером команди якого Ерік Геретс був у 2014–2015 роках.

## Статистика

### Клубна
| Чемпіонат  | Чемпіонат         | Чемпіонат  | Ліга | Ліга |
| Сезон      | Клуб              | Ліга       | Ігри | Голи |
| Бельгія    | Бельгія           | Бельгія    | Ліга | Ліга |
| ---------- | ----------------- | ---------- | ---- | ---- |
| 1971/72    | «Стандард» (Льєж) | Дивізіон 1 | 1    | 0    |
| 1972/73    | «Стандард» (Льєж) | Дивізіон 1 | 7    | 0    |
| 1973/74    | «Стандард» (Льєж) | Дивізіон 1 | 30   | 1    |
| 1974/75    | «Стандард» (Льєж) | Дивізіон 1 | 37   | 5    |
| 1975/76    | «Стандард» (Льєж) | Дивізіон 1 | 34   | 6    |
| 1976/77    | «Стандард» (Льєж) | Дивізіон 1 | 31   | 1    |
| 1977/78    | «Стандард» (Льєж) | Дивізіон 1 | 25   | 0    |
| 1978/79    | «Стандард» (Льєж) | Дивізіон 1 | 33   | 3    |
| 1979/80    | «Стандард» (Льєж) | Дивізіон 1 | 27   | 3    |
| 1980/81    | «Стандард» (Льєж) | Дивізіон 1 | 29   | 0    |
| 1981/82    | «Стандард» (Льєж) | Дивізіон 1 | 31   | 2    |
| 1982/83    | «Стандард» (Льєж) | Дивізіон 1 | 33   | 2    |
| Італія     | Італія            | Італія     | Ліга | Ліга |
| 1983/84    | «Мілан»           | Серія A    | 13   | 1    |
| Нідерланди | Нідерланди        | Нідерланди | Ліга | Ліга |
| 1984/85    | МВВ               | Ередивізі  | 12   | 0    |
| 1985/86    | ПСВ               | Ередивізі  | 29   | 0    |
| 1986/87    | ПСВ               | Ередивізі  | 30   | 1    |
| 1987/88    | ПСВ               | Ередивізі  | 30   | 4    |
| 1988/89    | ПСВ               | Ередивізі  | 31   | 1    |
| 1989/90    | ПСВ               | Ередивізі  | 33   | 1    |
| 1990/91    | ПСВ               | Ередивізі  | 24   | 0    |
| 1991/92    | ПСВ               | Ередивізі  | 23   | 1    |
| Країна     | Бельгія           | Бельгія    | 318  | 23   |
| Країна     | Італія            | Італія     | 13   | 1    |
| Країна     | Нідерланди        | Нідерланди | 212  | 8    |
| Всього     | Всього            | Всього     | 543  | 32   |

| Збірна Бельгії | Збірна Бельгії | Збірна Бельгії |
| Роки           | Ігри           | Голи           |
| -------------- | -------------- | -------------- |
| 1975           | 1              | 0              |
| 1976           | 3              | 0              |
| 1977           | 4              | 0              |
| 1978           | 4              | 0              |
| 1979           | 7              | 0              |
| 1980           | 11             | 1              |
| 1981           | 5              | 0              |
| 1982           | 9              | 0              |
| 1983           | 6              | 0              |
| 1984           | 0              | 0              |
| 1985           | 3              | 0              |
| 1986           | 11             | 1              |
| 1987           | 5              | 0              |
| 1988           | 1              | 0              |
| 1989           | 6              | 0              |
| 1990           | 8              | 0              |
| 1991           | 2              | 0              |
| Всього         | 86             | 2              |

| #  | Дата           | Місце зустрічі  | Суперник   | Рахунок | Результат | Турнір                    |
| -- | -------------- | --------------- | ---------- | ------- | --------- | ------------------------- |
| 1. | 15 червня 1980 | Сан-Сіро, Мілан | Іспанія    | 1–0     | 2–1       | Євро-1980                 |
| 2. | 14 жовтня 1986 | Люксембург      | Люксембург | 1–0     | 6–0       | кваліфікація до Євро-1988 |

### Тренерська
| Клуб             | З      | По     | Результат | Результат | Результат | Результат | Результат |
| Клуб             | З      | По     | І         | В         | Н         | П         | В %       |
| ---------------- | ------ | ------ | --------- | --------- | --------- | --------- | --------- |
| ПСВ              | 1999   | 2002   | 142       | 88        | 27        | 27        | 61,97     |
| «Кайзерслаутерн» | 2002   | 2004   | 70        | 21        | 16        | 33        | 30,00     |
| «Вольфсбург»     | 2004   | 2005   | 35        | 16        | 3         | 16        | 45,71     |
| «Галатасарай»    | 2005   | 2007   | 89        | 49        | 21        | 19        | 55,06     |
| «Марсель»        | 2007   | 2009   | 96        | 46        | 23        | 27        | 47,92     |
| «Аль-Хіляль»     | 2009   | 2010   | 48        | 35        | 6         | 7         | 72,92     |
| Марокко          | 2010   | 2012   | 18        | 7         | 5         | 6         | 38,89     |
| «Лехвія»         | 2012   | 2014   | 77        | 44        | 13        | 20        | 57,14     |
| «Аль-Джазіра»    | 2014   | 2015   | 20        | 13        | 3         | 4         | 65,00     |
| Всього           | Всього | Всього | 595       | 319       | 117       | 159       | 53,61     |

## Титули і досягнення
| - Чемпіон Бельгії (2): «Стандард» (Льєж): 1981–82, 1982–83 - Володар Кубка Бельгії (1): «Стандард» (Льєж): 1980–81 - Володар Кубка бельгійської ліги (1): «Стандард» (Льєж): 1975 - Володар Суперкубка Бельгії (1): «Стандард» (Льєж): 1981 - Чемпіон Нідерландів (6): ПСВ: 1985–86, 1986–87, 1987–88, 1988–89, 1990–91, 1991–92 - Володар Кубка Нідерландів (3): ПСВ: 1987–88, 1988–89, 1989–90 - Володар Кубка чемпіонів УЄФА (1): ПСВ: 1987–88 - Віце-чемпіон Європи: 1980 - Володар бельгійської Золотої бутси: 1982 - Бельгійський Професійний тренер року: 1996-97, 1997-98 - Тренер року в Лізі 1: 2009 | - Чемпіон Бельгії (2): «Льєрс»: 1996–97 «Брюгге»: 1997–98 - Володар Суперкубка Бельгії (1): «Брюгге»: 1998 - Чемпіон Нідерландів (2): ПСВ: 1999–00, 2000–01 - Володар Суперкубка Нідерландів (2): ПСВ: 2000, 2001 - Чемпіон Туреччини (1): «Галатасарай»: 2005–06 - Чемпіон Саудівської Аравії (1): «Аль-Хіляль»: 2009-10 - Володар Кубка наслідного принца Саудівської Аравії (1): «Аль-Хіляль»: 2010 - Володар Кубка арабських націй (1): Марокко: 2012 - Чемпіон Катару (1): «Ад-Духаїль»: 2013-14 - Володар Кубка наслідного принца Катару (1): «Ад-Духаїль»: 2013 |